# Egesina fusca
Egesina fusca là một loài bọ cánh cứng trong họ Cerambycidae.